# Зирянка (Ішимський район)
Зиря́нка (рос. Зырянка) — присілок у складі Ішимського району Тюменської області, Росія.
Населення — 798 осіб (2010, 737 у 2002).
Національний склад станом на 2002 рік:
- росіяни — 87 %